# Генріх I фон Штаде
Генріх I фон Штаде (Генріх Довгий; нім. Heinrich I. der Lange; бл. 1065 — 27 червня 1087) — маркграф Північної марки з 1082 року з династії Удоненів.

## Життєпис
Старший син Лотаря Удо II і його дружини Оди фон Верль. У внутрішньогерманських справах Генріх I фон Штаде якийсь час підтримував антикороля Германа фон Зальма, але потім знову перейшов на бік імператор Генріха IV.
У 1086 році Генріх фон Штаде одружився з Євпраксією Київською, дочкою князя Всеволода Ярославича і сестрі Володимира Мономаха. Дітей у них не було. Незабаром після весілля Генріх Довгий помер, і його вдова вийшла заміж за німецького імператора Генріха IV.

## В художній літературі
Генріх став одним з персонажів роману Павла Загребельного «Євпраксія».